# Persoonia longifolia
Persoonia longifolia är en tvåhjärtbladig växtart som beskrevs av Robert Brown. Persoonia longifolia ingår i släktet Persoonia och familjen Proteaceae. Inga underarter finns listade i Catalogue of Life.